# Van Doetinchem
Van Doetinchem (ook: De Doetinghem en Von Doetinchem de Rande) is een oud-adellijk geslacht uit de Nederlanden waarvan een lid in 1886 werd erkend in de Belgische adel en een tak voortleeft in Duitsland.

## Geschiedenis
De stamreeks begint met Engelbert van Doetinchem die omstreeks 1300 leefde en wiens geslacht de naam ontleent aan de plaats Doetinchem. In de 16e en 17e eeuw waren leden van drie opeenvolgende generaties lid van de Ridderschap van Veluwe en van Overijssel; door het trouw blijven aan het rooms-katholieke geloof, diende het laatste lid in 1621 de ridderschap te verlaten en hadden sindsdien leden geen zitting meer.
In 1886 werd Alexandre de Doetinghem (1846-1903) erkend te behoren tot de Belgische adel met de titel van baron overgaande bij eerstgeboorte; deze tak, afstammend van Willem Frans van Doetinchem (†1710) is in 1975 in mannelijke lijn uitgestorven.
In Duitsland bloeit nog een tak onder de naam Von Doetinchem de Rande, de toenaam is ontleend aan huis Rande te Diepenveen. Deze tak stamt af van Johan Lodewijk van Doetinchem (1643-1709), broer van de genoemde Willem Frans van Doetinchem (†1710). Nog in de 19e eeuw waren er banden tussen deze Duitse tak en Gelderland. Sinds 1891 bestaat er een familievereniging.

## Belgische tak
Alexandre baron de Doetinghem (1846-1903)
- Louis baron de Doetinghem (1868-1908)
  - Jkvr. Anne-Marie de Doetinghem (1901-1986); trouwde in 1920 met Jacques ridder de Theux de Meylandt et Montjardin (1897-1970), burgemeester van Goesnes
  - Hubert baron de Doetinghem (1906-1975), laatste mannelijke telg uit het Belgische adelsgeslacht; zijn drie dochters zijn de laatste telgen van de Belgische tak
    - Jkvr. Françoise de Doetinghem (1932)
    - Jkvr. Daisy de Doetinghem (1934); trouwde in 1959 met prof. dr. Jean-Jacques Lambin (1933), hoogleraar marketing en managementstrategie aan de Université catholique de Louvain en aan de universiteit van Milaan (Biocca)
    - Jkvr. Cécile de Doetinghem (1939)

### Adellijke allianties
- De Vaulx de Champion (1907), De Theux de Meylandt et Montjardin (1920), De Cock de Rameyen (1963)

## Duitse tak
Clemens von Doetinchem de Rande, medeheer van Memlinck en Elderink (bij Hengelo) (1788-1860)
- Albert von Doetinchem de Rande, heer van Löpitz (1812-1884), Pruisisch ambtenaar
  - Joachim von Doetinchem de Rande, heer van Ruhnow, Polchow en Winningen (1896-1941), ritmeester
    - Waltraut von Doetinchem de Rande (1927), verpleegkundige; trouwde in 1959 met prof. dr. Hans Ruthenberg (1928-1980), hoogleraar landbouweconomie aan de universiteit van Stuttgart (Hohenheim)
    - Clemens von Doetinchem de Rande (1930-2008), verzekeraar
      - Ir. Joachim von Doetinchem de Rande (1970), data-analist, chef de famille
- Robert von Doetinchem de Rande (1829-1896), Pruisisch generaal-majoor